# Пелотас (река)
Пело́тас (порт. Rio Pelotas) — река в Южной Америке.
Находится в южной части Бразилии. Длина реки составляет около 450 км. Исток реки находится на восточном склоне гор Жерал, после чего она течёт на северо-запад, имея ряд крупных притоков. Сливается с рекой Кануаш, образуя реку Уругвай. По реке проходит граница между бразильскими штатами Санта-Катарина и Риу-Гранди-ду-Сул.
Период высокой воды длится с октября до апреля — мая.